# Portret pamięciowy

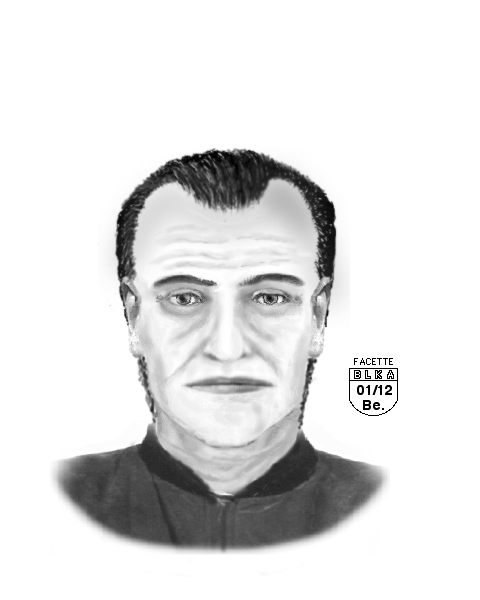
Portret pamięciowy

Portret pamięciowy – technika kryminalistyczna polegająca na identyfikacji osób na podstawie szczegółowego opisu cech zewnętrznych, a zwłaszcza twarzy, za pomocą jednolitej terminologii. Wizerunek twarzy sporządzony dowolną techniką na podstawie danych dostarczonych przez świadka. Może mieć formę rysunku odręcznego, składanej formy graficznej, fotograficznej lub też grafiki uzyskanej przy pomocy komputera. 
Coraz częściej stosuje się prozopologiczny portret pamięciowy - na którym zaznaczone jest tylko kilka najbardziej charakterystycznych cech danej osoby.
Ideę sporządzania portretów pamięciowych zawdzięczamy detektywowi Hugh C. McDonaldowi z Los Angeles (USA), który wpadł na ten pomysł w 1946 roku. Do codziennej praktyki została ona wprowadzona przez szeryfa Petera Pitchessa z Okręgowej Policji Los Angeles od 1959 roku.
Chociaż portret pamięciowy jest jedną z ważniejszych rzeczy w pracy policji, to oprócz wielu zalet ma też wady. Na jego powstanie mają wpływ między innymi:
- miejsce, warunki i czas obserwacji;
- rodzaj zdarzenia i rolę w nim świadka;
- upływ czasu od chwili spostrzegania do momentu składania zeznań;
- cechy osobowości świadka, a przede wszystkim zdolności spostrzegania, zapamiętywania, odtwarzania i przekazywania widzianych cech;
- stan psychiczny świadka i jego zaangażowanie w proces tworzenia portretu i proces wykrywczy sprawcy;
- wpływ sugestii przed i po przesłuchaniu świadka;
- współpraca przesłuchującego ze świadkiem;
- przekonanie świadka co do możliwości rozpoznania określonej osoby;
- cechy osobowości, zdolności i przygotowanie przesłuchującego i wykonawcy portretu;
- środki pomocnicze służące do odtwarzania i wykonania rysopisu (portretu).